# Station Shin-Fukushima
Station Shin-Fukushima (新福島駅,  Shin-Fukushima-eki, Nieuw-Fukushima) is een treinstation in de wijk Fukushima-ku in de Japanse stad Osaka. Het wordt aangedaan door de JR Tozai-lijn. Het ligt naast het station station Fukushima (Hanshin) en ten zuiden van het andere station Fukushima, dat door de Osaka-ringlijn wordt aangedaan. Het station heeft twee sporen, gelegen aan een eilandperron. 

## Treindienst

### JR West
| 1 | ■ JR Tōzai-lijn | richting Amagasaki                |
| 2 | ■ JR Tōzai-lijn | richting Kita-Shinchi en Kyōbashi |

## Geschiedenis
Het station werd in 1997 geopend.

## Overig openbaar vervoer
Bussen 39, 55 en 56

## Stationsomgeving
- Station Fukushima voor de Hanshin-lijn
- Station Nakanoshima voor de Keihan Nakanoshima-lijn
- The Symphony Hall
- Hotarumachi (stadvernieuwingsproject)
- Kansai Denryoku-ziekenhuis
- Fukushima Tenmangū-schrijn
- Rihga Royal Hotel
- Raxa Osaka
- 7-Eleven (2x)
- Sunkus
- Kantoor van Toyota

(Gakkentoshi-lijn<<) · Kyobashi ·  Osakajō-kitazume · Osaka-Temmangu · Kita-Shinchi · Shin-Fukushima · Ebie · Mitejima · Kashima · Amagasaki · (>>JR Kobe-lijn- Fukuchiyama-lijn)